# Sant Joanet
Sant Joanet är en kommun i Spanien.   Den ligger i provinsen Província de València och regionen Valencia, i den östra delen av landet, 300 km sydost om huvudstaden Madrid. Antalet invånare är 479. Arean är 1,9 kvadratkilometer. Sant Joanet gränsar till Manuel, La Pobla Llarga, Senyera och Villanueva de Castellón. 
Terrängen i Sant Joanet är mycket platt.